# Pierre Puchot
Pierre Puchot, markiz des Alleurs  (1643-1725) – francuski wojskowy i dyplomata.
W latach 1701–1702 był wysłannikiem (envoyé) na dwór Elektora Kolonii. W latach 1703–1709 doradzał węgierskim powstańcom przeciw władzy Wiednia, którym przewodził Franciszek II Rakoczy. W latach 1711–1716 był francuskim ambasadorem w Konstantynopolu.
Puchot,  dyplomata rosyjski Piotr Szafirow i rezydent austriacki Franz Anselm Fleischmann pomogli Polsce zawrzeć traktat pokojowy z Turcją (rozmowy trwały od 1713 do 22 kwietnia 1714 roku).
Roland Puchot (1693-1754), później również ambasador w Turcji był jego synem.